# Єльотнов Роман Ігорович
Роман Ігорович Єльотнов (14 травня 1993 , Чауси, Могильовська область ) — білоруський біатлоніст, учасник Кубка світу, бронзовий призер чемпіонату Європи 2019 року в змішаній естафеті, чемпіон Європи серед юніорів, учасник Олімпійських ігор 2018 року.

## Кар'єра
Вихованець біатлонної секції СДЮШОР Чауського району та ШВСМ міста Могильова. Особистий тренер (станом на 2016 рік) – Андрій Іванов, тренер у збірній команді – Олександр Симан .

### Юніорська кар'єра
Неодноразовий чемпіон і призер першостей Білорусії в молодших вікових категоріях.
У міжнародних змаганнях високого рівня бере участь від 2011 року. 2012 року на чемпіонаті світу серед 19-річних у Контіолахті посів 7-ме місце в спринті, 23-тє - в перегонах переслідування, 31-ше - в індивідуальних перегонах. В естафеті він виступав серед 21-річних спортсменів, де збірна Білорусії посіла 11-те місце.
На наступному світовому чемпіонаті, 2013 року в Обертілліяху, посів 36-те місце в спринті та 27-ме в перегонах переслідування, а в естафеті збірна Білорусі стала восьмою. Того ж року посів 14-те місце на чемпіонаті Європи серед юніорів в індивідуальних перегонах, а ще на цьому турнірі був 28-м у спринті та сьомим у змішаній естафеті.
На чемпіонаті Європи серед юніорів 2014 року в Нове Место-на-Мораві здобув золоту медаль у спринті. У перегонах переслідування Роман, припустившись 12-ти промахів, фінішував лише 21-им, а в індивідуальних перегонах прийшов шостим.

### Доросла кар'єра
У Кубку IBU дебютував у сезоні 2011-2012 на етапі в Альтенберзі, де посів 75-те місце в індивідуальних перегонах і 77-ме в спринті. У сезоні 2013-2014 став регулярно брати участь у перегонах Кубка IBU, і на третьому етапі сезону в Ріднау набрав свої перші бали, посівши 39-те місце в спринті. На чемпіонаті Європи 2014 року вперше взяв участь у чоловічій естафеті, де збірна посіла шосте місце. Найкращий результат у кар'єрі Єльотнова в Кубку IBU - 24-те місце в індивідуальних перегонах на етапі в Обертілліяху в сезоні 2014-2015.
2014 року на відкритому чемпіонаті Білорусії з літнього біатлону показав найкращий результат серед білоруських спортсменів у спринті, пропустивши вперед трьох українських біатлоністів.
У Кубку світу дебютував у січні 2015 року на етапі в Обергофі, посів 59-те місце в спринті, а також взяв участь в естафеті, де зайшов на три штрафні кола і збірна Білорусії не фінішувала як така, що відстала на коло. Загалом у своєму першому сезоні Роман взяв участь у трьох особистих перегонах Кубка світу та жодного разу не набирав бали.
На першому етапі Кубка світу сезону 2015-2016 в Естерсунді в спринті показав свій найкращий результат у кар'єрі - 15-те місце, а в наступних перегонах переслідування відкотився на 52-ше місце. У подальших перегонах сезону ще двічі набирав залікові бали, і в загальному заліку сезону 2015-2016 посів на 68-ме місце. На чемпіонаті світу 2016 року взяв участь у двох перегонах, посів 61-ше місце в індивідуальних перегонах та 74-те – в спринті.

## Особисте життя
Навчається в Могильовському державному університеті ім. Кулешова.

## Результати за кар'єру
Усі результати наведено за даними Міжнародного союзу біатлоністів.

### Олімпійські ігри
| Змагання                        | Інд. перегони | Спринт | Перегони пер. | Мас-старт | Естафета | Змішана ес. |
| Олімпійські ігри 2018 Пхьончхан | 52            | 71     | —             | —         | 8        | —           |

### Чемпіонати світу
| Змагання                  | Інд. перегони | Спринт | Перегони пер. | Мас-старт | Естафета | Змішана ес. | Од. змішана ес. |
| 2016 Осло                 | 61            | 74     | —             | —         | —        | —           | не пров.        |
| 2017 Гохфільцен           | 61            | 92     | —             | —         | —        | —           | не пров.        |
| 2019 Естерсунд            | 33            | 69     | —             | —         | 10       | —           | —               |
| 2020 Антгольц-Антерсельва | 53            | 32     | 42            | —         | 9        | —           | —               |

### Кубки світу
- Найвище місце в загальному заліку: 42-те 2020 року.
- Найвище місце в окремих перегонах: 14.

#### Підсумкові місця в Кубку світу за роками
| Сезон     | Заг. залік | Спринт | Перегони пер. | Інд. перегони | Мас-старт |
| 2015-2016 | 65         | 52     | -             | -             | -         |
| 2016-2017 | 94         | 79     | -             | -             | -         |
| 2017-2018 | 81         | 72     | -             | -             | -         |
| 2018-2019 | 61         | 63     | 70            | 63            | -         |
| 2019-2020 | 42         | 29     | 57            | -             | 37        |

### Чемпіонати Європи
- Бронзова медаль у змішаній естафеті 2019 року.